# Lijst van stroffelstiennen in Súdwest-Fryslân

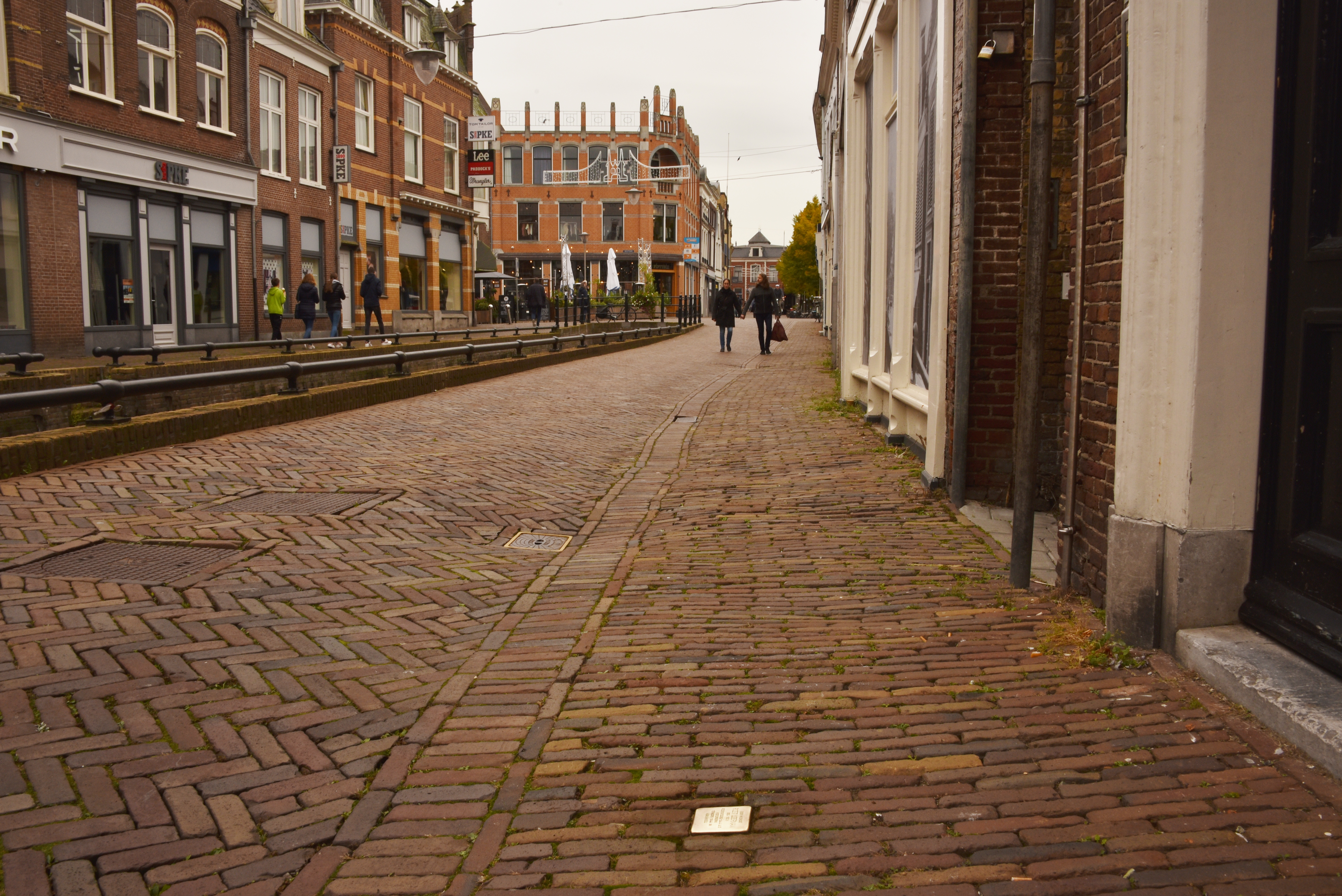
Een stroffelstien voor Rozet IJzerman op de Suupmarkt, Sneek

De lijst van stroffelstiennen in Súdwest-Fryslân geeft een overzicht van de gedenkstenen die in de gemeente Súdwest-Fryslân in de Nederlandse provincie Friesland zijn geplaatst in het kader van het Stolpersteine-project van de Duitse beeldhouwer-kunstenaar Gunter Demnig. Op de stenen staat de naam, het geboortejaar en jaar en plaats van overlijden van het slachtoffer. Omdat het Stolpersteine-project doorloopt, kan deze lijst onvolledig zijn.
In Súdwest-Fryslân liggen 25 stroffelstiennen in de stad Sneek. Het project is georganiseerd door woningstichting De Wieren. De Wieren heeft een Friese vertaling voor struikelstenen bedacht: stroffelstiennen.
De eerste acht stenen heeft Demnig geplaatst op 20 april 2009. Het betrof stenen die herinneren aan Jakob, Erna en Lientje Pino aan de Korte Veemarktstraat 7, op het Hoogend een voor de zussen Lina en Roosje Pino en in de Kruizebroederstraat voor Eduard Pino, zijn vrouw Berta Sichel en dochter Margot. Hierbij waren nabestaanden van de overledenen aanwezig. De stenen werden onder grote publieke belangstelling geplaatst.
Op 11 april 2010 heeft Demnig zeventien stenen gelegd. Onder de herdachte personen bevond zich Rozet IJzerman, haar steen bevindt zich op de Suupmarkt. Ook bij deze legging was het publiek in groten getale aanwezig. Directeur Henk Heikema van De Wieren gaf bij elke nieuw gelegde steen een toelichting over de desbetreffende persoon.

## Stroffelstiennen
| Stroffelstien | Inscriptie | Adres                             | Biografie                                                                                                  |
| ------------- | --- | --------------------------------- | --- |
|               | HIER WOONDE BEELTJE EKSTEIN- GODSCHALK GEB. 1862 GEDEPORTEERD 1942 UIT WESTERBORK VERMOORD 1942 IN AUSCHWITZ          | Sneek, Looxmagracht 8             | Beeltje Ekstein-Godschalk (1862—1942), huishoudster                                                        |
|               | HIER WOONDE LION VAN GELDER GEB. 1869 GEDEPORTEERD 1942 UIT WESTERBORK VERMOORD 1942 IN AUSCHWITZ                     | Sneek, Julianastraat 17           | Lion van Gelder (1869—1942)                                                                                |
|               | HIER WOONDE CAROLINA VAN GELDER- BILDERBEEK GEB. 1890 GEDEPORTEERD 1942 UIT WESTERBORK VERMOORD 1942 IN AUSCHWITZ     | Sneek, Julianastraat 17           | Carolina van Gelder-Bilderbeek (1890—1942), zijn echtgenote                                                |
|               | HIER WOONDE ROZET IJZERMAN GEB. 1926 GEDEPORTEERD 1944 UIT WESTERBORK VERMOORD 1944 IN AUSCHWITZ                      | Sneek, Suupmarkt 15               | Rozet IJzerman (1926—1944), afkomstig uit Amsterdam, ondergedoken bij de familie Lever                     |
|               | HIER WOONDE MAX KUYT GEB. 1895 GEDEPORTEERD 1942 UIT WESTERBORK VERMOORD 1942 IN AUSCHWITZ                            | Sneek, Parallelweg 21             | Max Kuyt (1895—1942)                                                                                       |
|               | HIER WOONDE ELLA LEBENSTEIN GEB. 1907 GEDEPORTEERD 1942 UIT WESTERBORK VERMOORD 1942 IN AUSCHWITZ                     | Sneek, Parallelweg 21             | Ella Lebenstein (1907—1942)                                                                                |
|               | HIER WOONDE CLARA HANNA MENDELSON GEB. 1927 GEDEPORTEERD 1943 UIT WESTERBORK VERMOORD 1943 IN SOBIBOR                 | Sneek, Napjusstraat 58            | Clara Hanna Mendelson (1927—1943)                                                                          |
|               | HIER WOONDE FREDERIKA MENDELSON GEB. 1883 GEDEPORTEERD 1943 UIT WESTERBORK VERMOORD 1943 IN SOBIBOR                   | Sneek, Napjusstraat 58            | Frederika Mendelson-Onderwijzer (1883—1943), in 1939 verhuisd naar Amsterdam, daarvoor woonachtig in Sneek |
|               | HIER WOONDE ISAÄC MENDELSON GEB. 1922 GEDEPORTEERD 1943 UIT WESTERBORK VERMOORD 1943 IN AUSCHWITZ                     | Sneek, Napjusstraat 58            | Isaäc Joseph Mendelson (1922—1943)                                                                         |
|               | HIER WOONDE META CLARA MENDELSON GEB. 1919 GEDEPORTEERD 1943 UIT WESTERBORK VERMOORD 1943 IN AUSCHWITZ                | Sneek, Napjusstraat 58            | Meta Clara Mendelson (1919—1943)                                                                           |
|               | HIER WOONDE EDUARD PINO GEB. 1890 DEPORTATIE 1943 UIT WESTERBORK VERMOORD 1943 IN SOBIBOR                             | Sneek, Kruizebroederstraat 47     | Eduard Pino (1890—1943)                                                                                    |
|               | HIER WOONDE JAKOB PINO GEB. 1900 GEVANGEN GENOMEN EN VERMOORD 1943 IN GEVANGENIS SCHEVENINGEN                         | Sneek, Korte Veemarktstraat 10/11 | Jakob Pino (1900—1943)                                                                                     |
|               | HIER WOONDE LINA PINO GEB. 1890 DEPORTATIE 1943 UIT WESTERBORK VERMOORD 1943 IN SOBIBOR                               | Sneek, Hoogend 1                  | Lina Pino (1890—1943)                                                                                      |
|               | HIER WOONDE MECHGELIEN PINO GEB. 1931 DEPORTATIE 1942 UIT WESTERBORK VERMOORD 1943 IN AUSCHWITZ                       | Sneek, Korte Veemarktstraat 10/11 | Mechgelien Pino (1931—1943)                                                                                |
|               | HIER WOONDE MARGOT PINO GEB. 1920 DEPORTATIE 1943 UIT WESTERBORK VERMOORD 1943 IN AUSCHWITZ                           | Sneek, Kruizebroederstraat 47     | Margot Pino (1920—1943)                                                                                    |
|               | HIER WOONDE ROOSJE PINO GEB. 1884 DEPORTATIE 1943 UIT WESTERBORK VERMOORD 1943 IN SOBIBOR                             | Sneek, Hoogend 1                  | Roosje Pino (1884—1943)                                                                                    |
|               | HIER WOONDE ERNA PINO-ADLER GEB. 1905 DEPORTATIE 1942 UIT WESTERBORK VERMOORD 1942 IN AUSCHWITZ                       | Sneek, Korte Veemarktstraat 10/11 | Erna Pino-Adler (1905—1942)                                                                                |
|               | HIER WOONDE BERTA PINO-SICHEL GEB. 1893 DEPORTATIE 1943 UIT WESTERBORK VERMOORD 1943 IN SOBIBOR                       | Sneek, Kruizebroederstraat 47     | Berta Pino-Sichel (1893—1943)                                                                              |
|               | HIER WOONDE PHILP RODRIGUES GEB. 1902 GEDEPORTEERD 1942 UIT WESTERBORK VERMOORD 1942 IN AUSCHWITZ                     | Sneek, Eerste Oosterkade 9        | Philip Rodrigues II (1902—1942)                                                                            |
|               | HIER WOONDE MORITZ ROTHSCHILD GEB. 1883 GEDEPORTEERD 1942 UIT WESTERBORK VERMOORD 1942 IN AUSCHWITZ                   | Sneek, Julianastraat 17           | Moritz Rothschild (1883—1942)                                                                              |
|               | HIER WOONDE BERTA ROTHSCHILD- GOLOMB GEB. 1891 GEDEPORTEERD 1942 UIT WESTERBORK VERMOORD 1942 IN AUSCHWITZ            | Sneek, Julianastraat 17           | Berta Rothschild-Golomb (1891—1942), zijn echtgenote                                                       |
|               | HIER WOONDE EMMA MARTINA TURKSEMA- VAN DER HOVE GEB. 1889 GEDEPORTEERD 1942 UIT WESTERBORK VERMOORD 1942 IN AUSCHWITZ | Sneek, Leeuwarderkade 21          | Emma Martina Turksema-Van der Hove (1889—1942)                                                             |
|               | HIER WOONDE LEVI NATHAN VELLEMAN GEB. 1862 GEDEPORTEERD 1942 UIT WESTERBORK VERMOORD 1942 IN AUSCHWITZ                | Sneek, Looxmagracht 8             | Levi Nathan Velleman (1862—1942)                                                                           |
|               | HIER WOONDE ESTHER VAN DER VLIET- GUDEMA GEB. 1901 GEDEPORTEERD 1942 UIT WESTERBORK VERMOORD 1942 IN AUSCHWITZ        | Sneek, Waling Dijkstrastraat 53   | Esther van der Vliet-Gudema (1901—1942)                                                                    |
|               | HIER WOONDE SAMUEL ZWART GEB. 1924 GEDEPORTEERD 1942 UIT WESTERBORK VERMOORD 1943 IN AUSCHWITZ                        | Sneek, Grote Kerkstraat 14        | Samuel Zwart (1924—1943)                                                                                   |

## Data van plaatsingen
- 20 april 2009: acht Stolpersteine op Korte Veemarktstraat 10/11, Hoogend 1, Kruizebroederstraat 47
- 11 april 2010: zeventien Stolpersteine op Eerste Oosterkade 9, Grote Kerkstraat 14, Julianastraat 17, Leeuwarderkade 21, Looxmagracht 8, Napjusstraat 58, Parallelweg 21, Suupmarkt 15, Waling Dijkstrastraat 53